# Marlon
Marlon – amerykański serial telewizyjny (sitcom) wyprodukowany przez Bicycle Path Productions, Baby Way Productions, 3 Arts Entertainment oraz Universal Television, którego pomysłodawcami są Christopher Moynihan oraz Marlon Wayans. Serial był emitowany od 16 sierpnia 2017 roku do 12 lipca 2018 roku przez NBC. W polskiej wersji językowej serial jest emitowany przez Netflix, który wykupił wyłączność na serial poza terytorium USA.
22 grudnia 2018 roku, stacja NBC ogłosiła zakończenie produkcji serialu po dwóch sezonach.

## Fabuła
Serial opowiada o Marlonie (Youtuberze), który wraz z byłą żoną Ashley, wychowuje swoje dzieci.

## Obsada
W serialu występuje 6 postaci pierwszoplanowych na których oparta jest fabuła.

### Główna
- Marlon Wayans jako Marlon Wayne. Vlogger prowadzący własny kanał na YouTube. Pomimo średniego wieku próbujący zachować swoją młodość, poprzez rozrywkowy tryb życia i młodzieżowy ubiór.
- Essence Atkins jako Ashley Wayne[5]. Była żona Marlona. Kobieta wykonująca pracę biurową. Odpowiedzialna i na ogół opanowana kobieta w średnim wieku.
- Notlim Taylor jako Marley Wayne. Nastoletnia córka Marlona i Ashley, kujonka.
- Amir O'Neil jako Zack Wayne[6]. Nastoletni syn Marlona i Ashley (młodszy od Marley), interesujący się koszykówką i odzieżą sportową.
- Bresha Webb jako Yvette[7]. Przyjaciółka Ashley (za którą nie przepada Marlon), która często gości w jej domu. Egoistyczna singielka, niestroniąca od rozrywkowego trybu życia.
- Diallo Riddle jako Stevie[8]. Bezrobotny, życiowy nieudacznik. Przyjaciel Marlona, u którego pomieszkuje (sypiając na kanapie w salonie). Częsty gość w domu Ashley.

## Odcinki
| Sezon | Odcinki | Oryginalna emisja w NBC | Oryginalna emisja w NBC |
| Sezon | Odcinki | Premiera sezonu         | Finał sezonu            |
| ----- | ------- | ----------------------- | ----------------------- |
| 1     | 10      | 16 sierpnia 2017        | 13 września 2017        |
| 2     | 10      | 14 czerwca 2018         | 12 lipca 2018           |

### Sezon 1 (2017)
| Nr | #  | Tytuł                    | Reżyseria         | Scenariusz                          | Premiera w NBC   |
| --- | -- | ------------------------ | ----------------- | ----------------------------------- | ---------------- |
| 1 | 1  | Pilot                    | Andy Ackerman     | Christopher Moynihan, Marlon Wayans | 16 sierpnia 2017 |
| Gwiazda internetu Marlon Wayne (Marlon Wayans) i jego była żona Ashley (Essence Atkins) starają się pozostać przyjaciółmi dla dobra ich dorastających dzieci. Yvette (przyjaciółka Ashley) umawia ją na pierwszą randkę po rozwodzie. Marlon dowiedziawszy się o tym, iż jego była żona spotyka się z mężczyzną, stara się zakłócić spotkanie. |    |                          |                   |                                     |                  |
| 2 | 2  | Cleaning Out The Closet  | Robbie Countryman | Craig Wayans, Mitchell Marchand     | 16 sierpnia 2017 |
| Ashley dostaje wiadomość, iż schowek który wynajmowała wraz z byłym mężem musi zostać opróżniony. Okazuje się, iż Marlon przez lata w tajemnicy składował w nim pamiątki oraz rupiecie. Aby pozbyć się tych rzeczy, rodzina Wayne'ów organizuje wyprzedaż garażową wbrew woli Marlona. |    |                          |                   |                                     |                  |
| 3 | 3  | Boys Only Want One Thing | Phill Lewis       | Ric Swartzlander                    | 23 sierpnia 2017 |
| Marlon staje się nadopiekuńczy kiedy jego córka Marley przyprowadza do domu wysokiego 15-letniego footbalistę o imieniu Eugene. Chłopak chce by Marley pouczyła go geometrii, podczas gdy Marlon uważa iż chce on wykorzystać i porzucić jego córkę. |    |                          |                   |                                     |                  |
| 4 | 4  | Exes with Benefits       | Eric Dean Seaton  | Teri Schaffer, Raynelle Swilling    | 23 sierpnia 2017 |
| Marlon, Ashley, Yvette i Stevie grają w Have You ever.... Podczas zabawy okazuje się, iż Marlon i Ashley po rozwodzie ani razu nie uprawiali seksu, co dziwi Yvette. Ashley pragnie to zmienić i proponuje Marlonowi upojną noc, oddając uprzednio dzieci do Yvette. W sypialni Marlon nie potrafi się jednak zbliżyć do byłej żony, bojąc się o swoje uczucia wobec niej. |    |                          |                   |                                     |                  |
| 5 | 5  | Project Kids             | Phill Lewis       | Craig Wayans, Mitchell Marchand     | 30 sierpnia 2017 |
| Ashley pokazuje Marlonowi rachunki ich dzieci. Okazuje się, iż Marley i Zack wydają bardzo dużo pieniędzy na zbytki. Ashley próbuje po swojemu nauczyć dzieci dyscypliny stosując miękkie metody, a kiedy to nie przynosi skutku do akcji wkracza Marlon, który odtwarza dzieciom warunki nędzy, po to by doceniły to co mają. |    |                          |                   |                                     |                  |
| 6 | 6  | Surprises                | Eric Dean Seaton  | Britt Matt, Julian Kiani            | 30 sierpnia 2017 |
| Zbliżają się 40 urodziny Ashley. Kobieta, w przeciwieństwie do poprzednich lat nie chce otrzymać przyjęcia niespodzianki, zamiast tego zamierza zoperować sobie biust. Kiedy Marlon dowiaduje się o planach byłej żony próbuje za wszelką cenę zniechęcić ją do operacji. W międzyczasie Stevie próbuje zgadnąć wiek Yvette. |    |                          |                   |                                     |                  |
| 7 | 7  | Hospital Party           | Robbie Countryman | Regina Hicks                        | 6 września 2017  |
| Zack ma przejść drobną operację w warunkach szpitalnych. Dziecku towarzyszy Marlon i Ashley. Marlon chcąc zadość uczynić pobyt w szpitalu Zackowi urządza w nim imprezę i karmi syna śmieciowym jedzeniem co nie podoba się Ashley. |    |                          |                   |                                     |                  |
| 8 | 8  | Coach Marlon             | Phill Lewis       | Teri Schaffer, Raynelle Swilling    | 6 września 2017  |
| Marlon zostaje trenerem drużyny koszykówki w której gra Zack. Jego niekonwencjonalne metody szkoleniowe okazują się być niewystarczające by zapewnić drużynie zwycięstwo. Ashley odkrywa, iż Marlon potajemnie nocuje w jej domu, żąda od byłego męża zwrotu kluczy i respektowania granic. |    |                          |                   |                                     |                  |
| 9 | 9  | Appropriate Marlon       | Phill Lewis       | Ryan Noggle                         | 13 września 2017 |
| Ashley pragnie się dostać do ekskluzywnego klubu zrzeszającego ludzi z wyższych sfer. Okazuje się, iż klub preferuje pary, wobec czego Marlon postanawia towarzyszyć byłej żonie (wbrew jej woli) Do klubu przychodzi także Stevie, który zaprasza Yvette. Marlon odkrywa, iż klub zrzesza głównie pozerów i jego estyma jest przereklamowana. |    |                          |                   |                                     |                  |
| 10 | 10 | End of the Road          | Andrew D. Weyman  | Aseem Batra                         | 13 września 2017 |
| Marlon pragnie zorganizować kolejną rocznicę pierwszej randki z Ashley. Jego była żona jest temu przeciwna, ponieważ jej zdaniem po rozwodzie nie mają już czego świętować. Stevie, Yvette, Marley i Zack słuchają jak wyglądała pierwsza randka Marlona i Ashley, po to by zdecydować czy powinni oni kontynuować tradycję. Ostatecznie Marlonowi udaje się zwabić Ashley do lokalu, w którym się poznali, gdzie zapoczątkowuje nową tradycję rodzinnych spotkań. Gościem specjalnym odcinka był zespół Boyz II Men. |    |                          |                   |                                     |                  |

### Sezon 2 (2018)
| Nr | #  | Tytuł               | Reżyseria              | Scenariusz                        | Premiera w NBC  |
| --- | -- | ------------------- | ---------------------- | --------------------------------- | --------------- |
| 11 | 1  | Model Parent        | Robbie Countryman      | Ryan Noggle                       | 14 czerwca 2018 |
| Marlon i Ashley zgadzają się, by ich syn – Zack wystąpił w reklamie znanej linii odzieży dla dzieci. Po fakcie, rodzice są zszokowani po tym jak okazuje się, iż kampania ma rasistowski przekaz. Marlon i Ashley interweniują u kierownictwa korporacji odzieżowej w celu zablokowania reklamy. |    |                     |                        |                                   |                 |
| 12 | 2  | Wingman             | Kevin Charles Sullivan | Mitchell Marchand                 | 14 czerwca 2018 |
| Ashley doświadcza kiepskie nocy w klubie. Marlon proponuje byłej żonie bycie jej skrzydłowym, dzięki czemu Ashley poznaje w klubie interesującego mężczyznę, jednakże nie potrafi się skupić na nowej znajomości, po tym jak Marlon zaczyna flirtować z barmanką. Yvette zaprasza do tego samego klubu Steviego po to, by wzbudzić zazdrość u jej byłego. |    |                     |                        |                                   |                 |
| 13 | 3  | Sisters             | Phill Lewis            | Teri Schaffer, Raynelle Swilling  | 21 czerwca 2018 |
| Siostry Marlona przylatują do Kalifornii. Okazuje się, iż mężczyzna nie powiedział im o rozwodzie z Ashley. Marlon prosi byłą żonę by przez jeden weekend udawała, iż ich związek jest dalej aktualny. W obliczu zaistniałej sytuacji, Ashley brnie w spiralę kłamstw. |    |                     |                        |                                   |                 |
| 14 | 4  | Divorce Counseling  | Phill Lewis            | Britt Matt                        | 21 czerwca 2018 |
| Ashley namawia Marlona do wizyty u specjalistki terapii par po rozwodzie. Wizyta ma nieoczekiwany przebieg po tym jak Marlon reaguje emocjonalnie na terapię. Stevie dorabia jako masażysta, Yvette przychodzi do niego z reklamacją. |    |                     |                        |                                   |                 |
| 15 | 5  | Keeping' It 100     | Robbie Countryman      | Ric Swartzlander                  | 28 czerwca 2018 |
| Marlon stara się o wykup swojego mieszkania. Ashley za zgodą byłego męża urządza w lokalu przemeblowanie i nowy wystrój. Zmiany nie podobają się Marlonowi, który proponuje byłej żonie 100% szczerości w ich relacjach. Próba maksymalnej szczerości zawodzi podczas przyjęcia, które Marlon urządza dla swoich sąsiadów. |    |                     |                        |                                   |                 |
| 16 | 6  | Man Code            | Jean Sagal             | Craig Wayans                      | 28 czerwca 2018 |
| Yvette spotyka się ponownie ze swoim byłym chłopakiem o imieniu Demetrius. Marlon i Stevie podczas pobytu na meczu Los Angeles Lakers zauważają, że Demetrius zdradza Yvette. Mężczyźni zastanawiają się czy powinni donieść o zdradzie czy też być wiernym męskiemu kodeksowi, który nakazuje w takich sprawach milczenie. |    |                     |                        |                                   |                 |
| 17 | 7  | Homecoming          | Robbie Countryman      | Kenny Smith                       | 5 lipca 2018    |
| Marlon, Stevie, Ashley i Yvette jadą na zjazd absolwentów do college'u. Na miejscu Stevie stara się dostać do bractwa krów, do którego nigdy nie został przyjęty. Marlon wraz z kolegami z czasów studiów przeprowadzają nabór na nowe krowy. W tym czasie Ashley i Yvette chcąc się odmłodzić, idą na imprezę ze studentami. Okazuje się, iż kobiety padają ofiarą pranku, ponieważ młodzi studenci zakładają się o to, że na imprezę przyprowadzą starsze kobiety.    |    |                     |                        |                                   |                 |
| 18 | 8  | Driving Miss Marley | Robbie Countryman      | Julian Kiani                      | 5 lipca 2018    |
| Marlon namawia Marley by zrobiła prawo jazdy. Córka jednak nie garnie się do jazdy samochodem, zaś Ashley odpowiada ten fakt, ponieważ może dzięki temu ją podwozić i spędzać z nią czas. Marlon postanawia wziąć sprawy swoje ręce i na wszelkie sposoby przekonać Marley do zdania egzaminu na kierowcę. Yvette jest niezadowolona z powodu niskiej oceny jako pasażerki Ubera. Kobieta prosi Stevie by towarzyszył jej podczas jazdy Uberem i sprawdził co robi źle. |    |                     |                        |                                   |                 |
| 19 | 9  | Career Day          | Beth McCarthy-Miller   | Raynelle Swilling & Teri Schaffer | 12 lipca 2018   |
| W szkole Zacka mają miejsce dni kariery. Po tym jak Ashley i Yvette opowiadają o swojej pracy dzieciom, wkracza Marlon który namawia uczniów do podjęcia niestandardowych prac zamiast tradycyjnej ścieżki edukacji. Rodzice dzieci są oburzeni i domagają się od Marlona by sprostował swoje wystąpienie. |    |                     |                        |                                   |                 |
| 20 | 10 | Funeral Party       | Eric Dean Seaton       | Sydney Castillo                   | 12 lipca 2018   |
| Marlon wraz z rodziną, Yvette i Stevie uczestniczą w pogrzebie przyjaciela. Ceremonia podsuwa Marlonowi pomysł wyprawienia swoich urodzin w domu pogrzebowym. Podczas przyjęcia, na którym Marlon przebrany za duchownego udaje, iż uczestniczy w swoim pogrzebie, prosi rodzinę i znajomych o wygłoszenie mów pożegnalnych. Mężczyzna liczy, iż usłyszy na swój temat miłe słowa, podczas gdy rodzina i znajomi wypowiadają się o nim w konwencji roasta.              |    |                     |                        |                                   |                 |

## Produkcja
8 stycznia 2016 roku, stacja NBC zamówiła pilotowy odcinek serialu
W kolejnym miesiącu do obsady dołączyli: Essence Atkins  oraz Bresha Webb
W marcu 2016 roku, poinformowano, że rolę Stevie otrzymał Diallo Riddle
13 maja 2016 roku stacja NBC zamówiła 10-odcinkowy serial Marlon, którego premierę zaplanowano na midseason 2016/2017.
29 września 2017 roku stacja NBC zamówiła drugi sezon komedii "Marlon".